# Nako
Nako ist sowohl eine Gemeinde (französisch commune rurale) als auch ein dasselbe Gebiet umfassendes Departement im westafrikanischen Staat Burkina Faso in der Region Sud-Ouest und der Provinz Poni. Die Gemeinde hatte im Jahr 2006 27.840 Einwohner.